# Wonders of Nature
Wonders of Nature ist ein seit 2015 gegründetes atmosphärisches Black-Metal-Musikprojekt des russischen Musikers Timofey Bukharin.

## Geschichte
Ins Leben gerufen wurde das Musikprojekt, dass dem atmosphärischen und naturverbundenen Black Metal zuzuordnen ist, durch den in Nikel im Oblast Murmansk lebenden Musiker Timofey Bukharin im April des Jahres 2015. Innerhalb des Jahres 2015 veröffentlichte er mit dem Musikprojekt eine Demo sowie eine EP und drei Studioalben. Im April des Folgejahres wurde mit Lähde Polar Myrskyt ein Album über das russische Label Arena Records veröffentlicht.

## Diskografie
- 2015: Majesty of the Northern Woods (Sampler, mit dem Lied Winter Stars vertreten)
- 2015: Nebula (Album, Eigenverlag)
- 2015: Passion for Nature (Album, Inversion Records)
- 2016: Winter Forest (Album, Eigenverlag, 2018 mit Bonusmaterial neu aufgelegt)
- 2016: North (Album, Eigenverlag)
- 2016: In Quiet Silence (Album, Eigenverlag)
- 2016: Mysterious Peaks (Album, Eigenverlag)
- 2016: Collection of Demo Tracks (Kompilation, Eigenverlag)
- 2016: Legenda Revontulet (EP, Eigenverlag, im gleichen Jahr mit Bonusmaterial neu aufgelegt)
- 2016: Norrsken (EP, Eigenverlag)
- 2016: Glow Over the Forest (EP, Eigenverlag)
- 2016: Winter Forest/Legenda Revontulet (Kompilation, Eigenverlag)
- 2016: Lähde Polar Myrskyt (Kompilation, Eigenverlag)
- 2016: In the Darkness of Night (Kompilation, Eigenverlag)
- 2016: Kingdom of Nature (Kompilation, Eigenverlag)
- 2017: Winter Forest, Legenda Revontulet, In the Darkness of Night (Kompilation, In the Morningside Records)
- 2017: Cold Loneliness/Symphony of Winds (EP, Eigenverlag)
- 2017: Echoes of Transcendence (EP, Eigenverlag)
- 2017: Autumn (Album, Eigenverlag)
- 2017: Solitariness (Album, Eigenverlag)
- 2019: Kola Peninsula I (Album, Eigenverlag)
- 2019: Kola Peninsula II (Album, Eigenverlag)